# 楊潮觀
楊潮觀（1710年—1788年），字雄度，號笠湖，江蘇無錫人，為清初政治人物及戲曲作家。
楊孝元長子，杨鴻觀之兄。乾隆元年（1736年）中舉，曾任山西文水縣、河南林縣、固始縣等知縣，以及四川簡州、邛州、瀘州等地知州。與袁枚是至交。
著有《吟風閣雜劇》，其名字取自他在邛州所建演出舞台吟風閣，其中收錄他所作的多部雜劇，他的劇作中展現了中國歷史中官吏的形象，並在其中融入他的治國思想。